# Бабушкин, Яков Львович
Яков Львович (Лейбович) Бабушкин (16 июня 1913, Конотоп — 1 февраля 1944, под Нарвой) — советский журналист, начальник литературно-драматического вещания Ленинградского радиокомитета (1937—1943).

## Биография

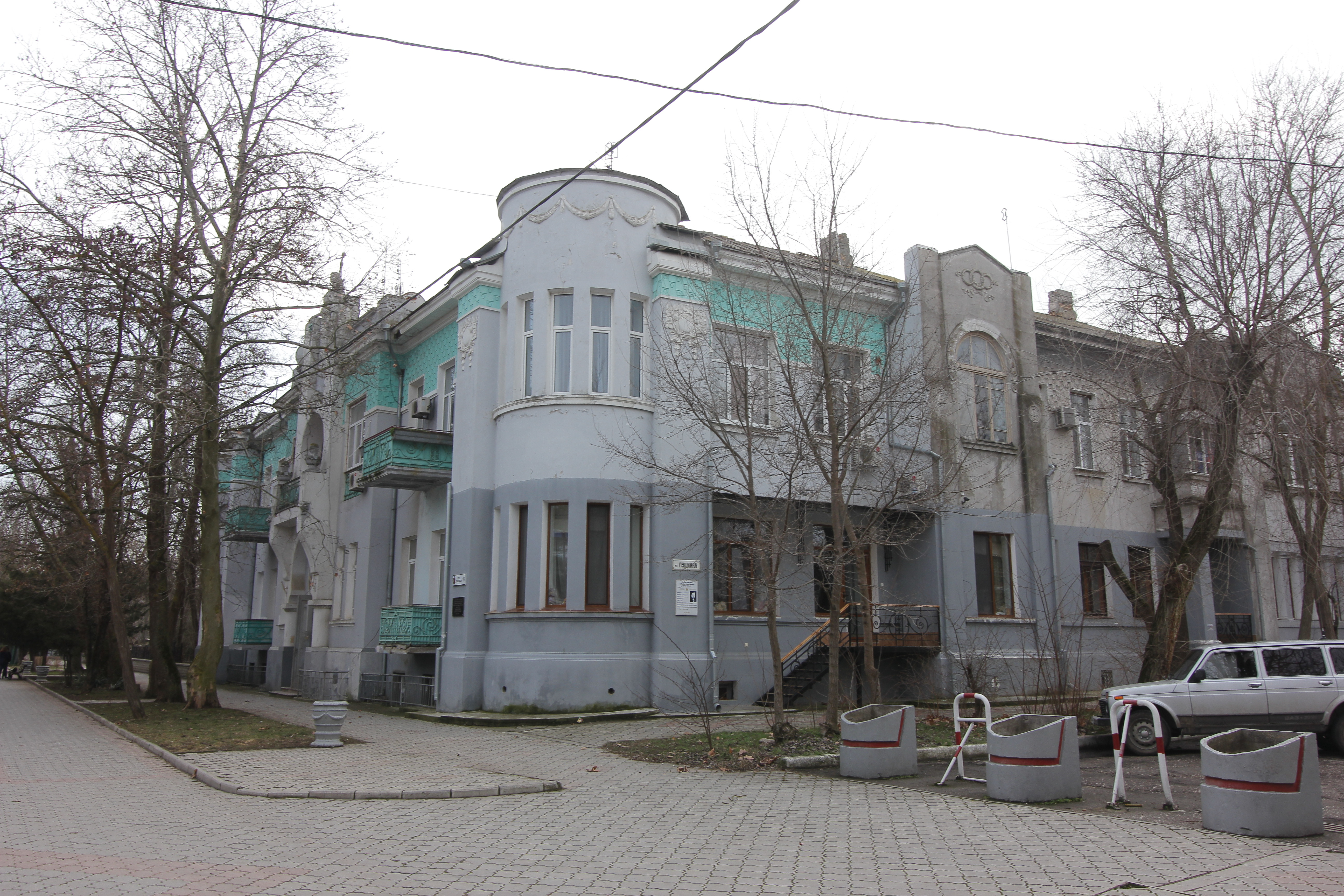
Дом в Евпатории, где жил Бабушкин

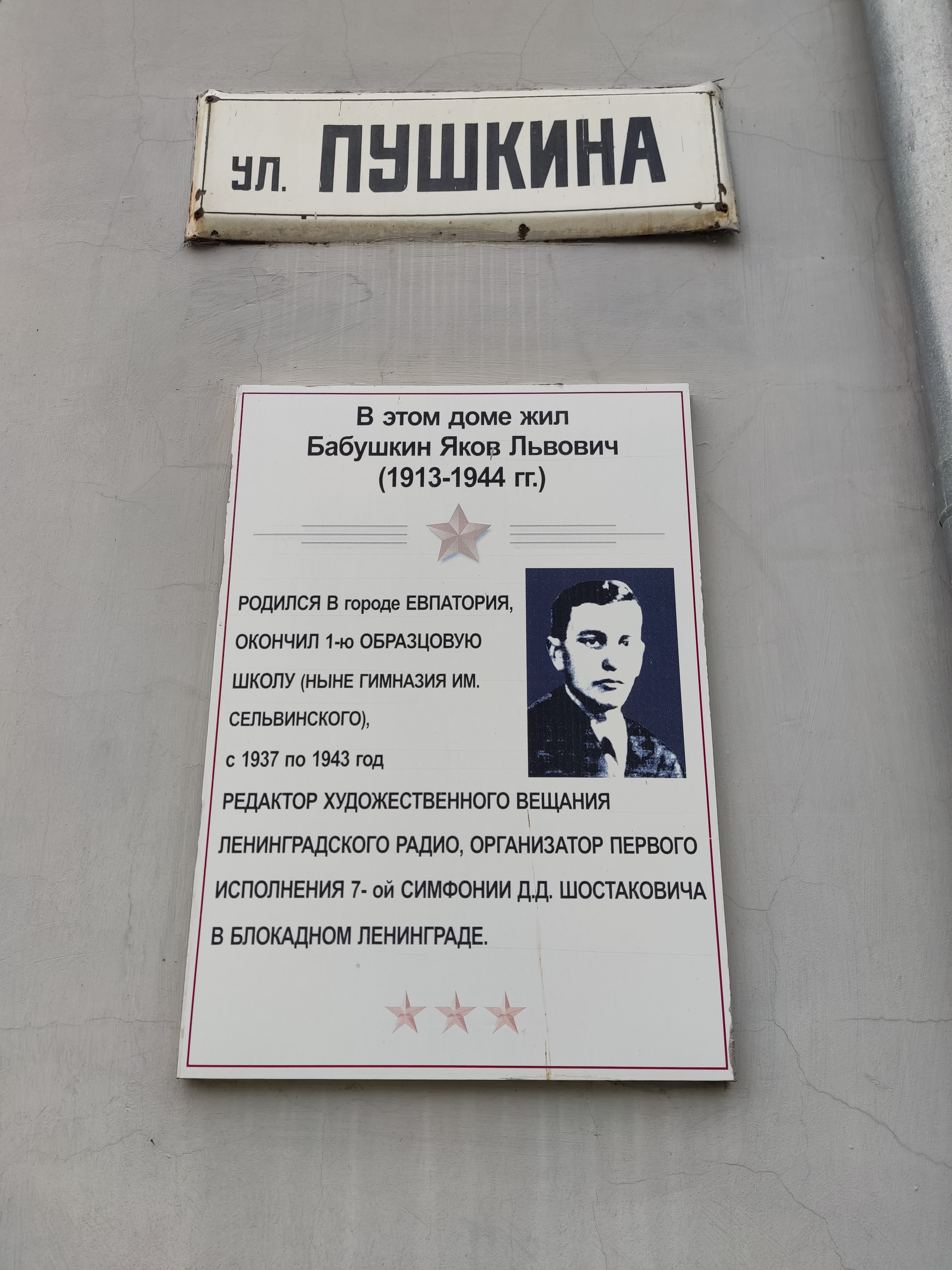
Памятная доска

Родился 16 июня 1913 года в Конотопе. Окончил 1-ю образцовую школу им. М. Горького (ныне гимназия им. И. Сельвинского) в Евпатории. Семья Бабушкиных проживала в доме № 19 по улице Дувановской. Всё свободное время от учёбы, физкультуры, книг и драмкружка, где он был режиссёром и художником, Яша проводил у моря.
В 1932 году уехал в Ленинград. Поступил на вечернее отделение Ленинградского института истории, философии и лингвистики (ЛИФЛИ, с 1937 года — филологический факультет Ленинградского государственного университета), работал на заводе «Вулкан». В 1937 году окончил филологический факультет Ленинградского университета и был назначен начальником литературно-драматического вещания Ленинградского радиокомитета.
В годы Великой Отечественной войны был ответственным за художественное радиовещание блокадного Ленинграда. Под его руководством выходили такие передачи, как «Радиохроника», «Говорит Ленинград», «Театр у микрофона».
Георгий Макогоненко, работавший тогда редактором литературного отдела радиокомитета, вспоминал:

Яша был мозговым центром радиокомитета. По вечерам он собирал нас, спрашивал: какие идеи есть на завтра. Если что-то рождалось у нас, бежали к нему. Обсуждалось. Принималось или отвергалось. Он был живым нервом необыкновенно сложной творческой работы.
По инициативе Бабушкина 9 августа 1942 года в блокадном Ленинграде была исполнена 7-я симфония Шостаковича под руководством дирижёра Карла Элиасберга. Бабушкин сделал все, чтобы получить партитуру, организовал репетиции симфонического оркестра радиокомитета, доставал продовольственные карточки для музыкантов.
Всеволод Вишневский записал в дневник:

На радиоузле было более трехсот человек сотрудников — редакторы, техники, хор, оркестр и т. д. Из них более 20 человек умерли, и до 60 больны. Радиоузел задымлен (буржуйки). В подвале холодно. Были дни, когда радиоузел выключался из-за отсутствия подачи электроэнергии. Сейчас дали отдельный канал. — Дикторы усталые, замерзшие, они начинают работать с шести часов утра. Едят соленые котлеты из жуткой требухи. Нет специального питания. Сохранить бы эти кадры!
16 апреля 1943 года, придя в радиокомитет, Бабушкин обнаружил приказ о своем увольнении. 23 июня 1943 года призван в армию. Служил рядовым в составе 109-й стрелковой дивизии, погиб 1 февраля 1944 года.
В Евпатории на стене дома, в котором жил Яков Бабушкин, 16 ноября 2009 года была открыта мемориальная доска.